# 缅甸高等教育

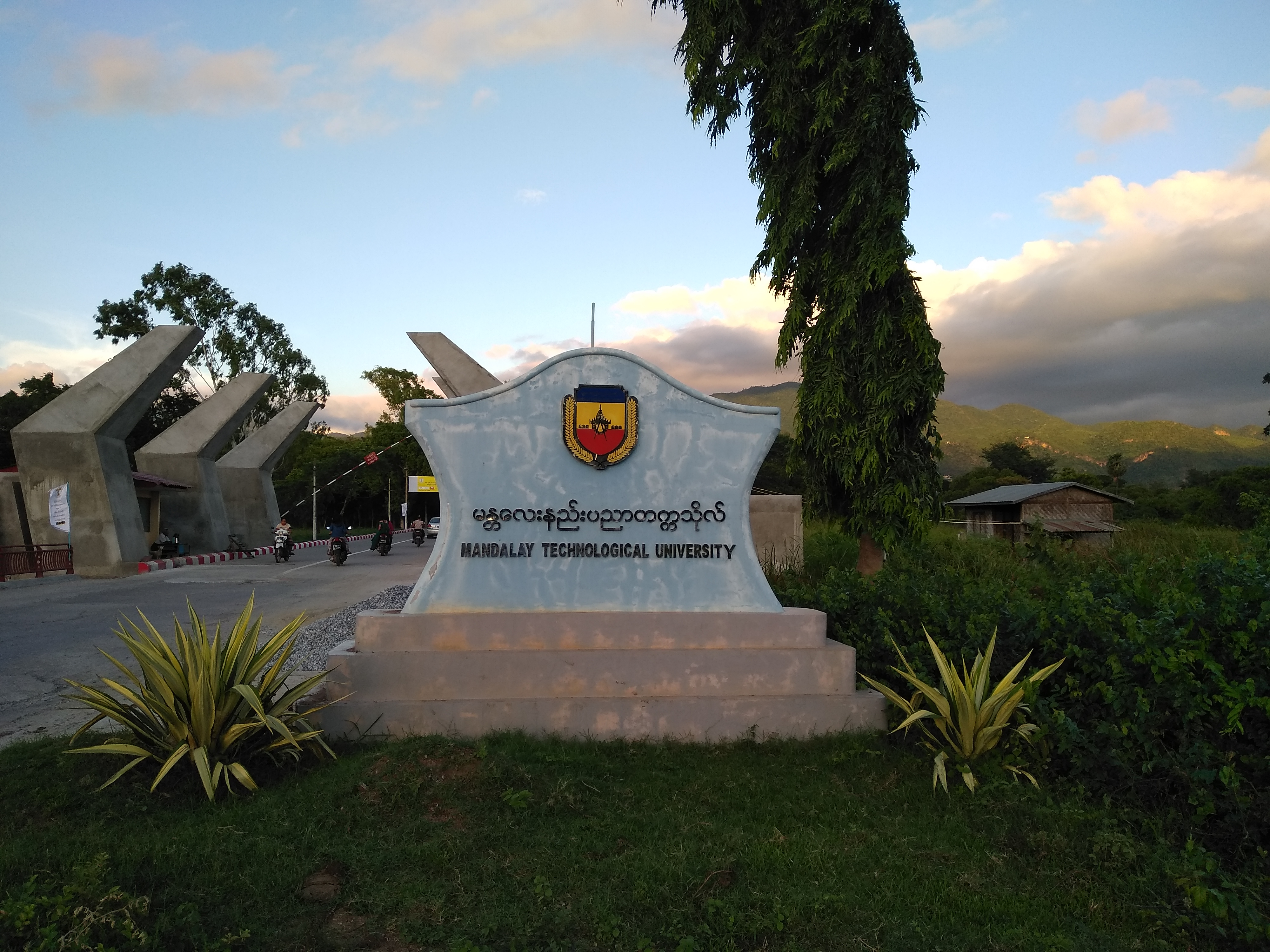
曼德勒理工大学

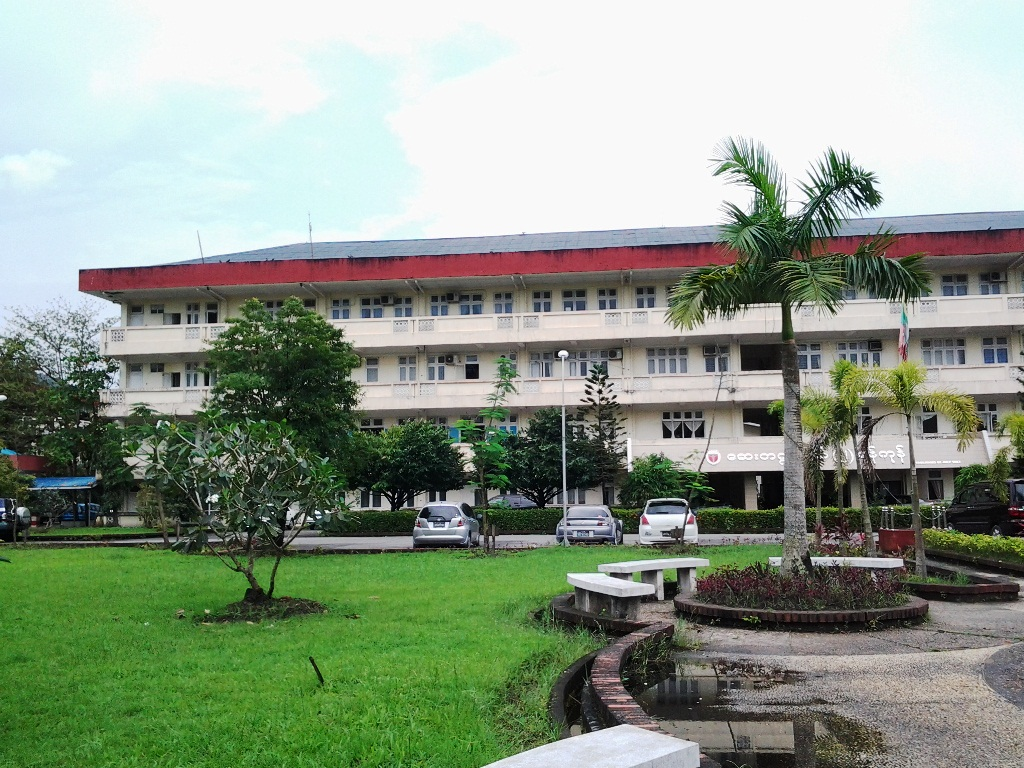
仰光第二医科大学

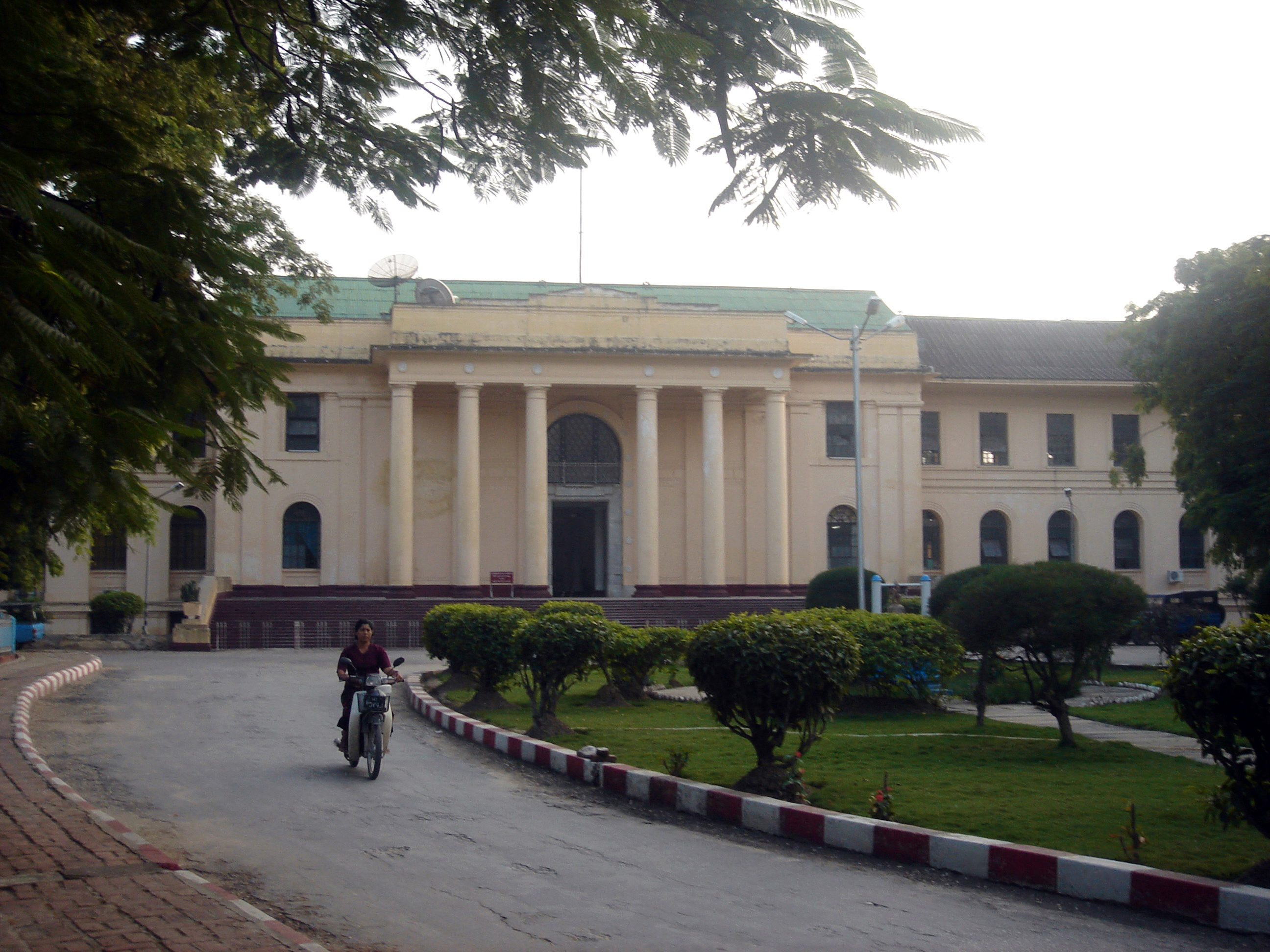
曼德勒大学

自1988年以来，缅甸的高等教育经历了大幅扩张，但其高等教育水平在全球排名中处于低位。由于1988年民主运动中的学生抗议，缅甸政府关闭了所有大学两年。1996年和1998年另起的学生抗议活动导致所有大学又被关闭了三年。
教育部管理缅甸的大部分高等教育学院。教育部实施短期和长期教育发展计划，以提高高等教育的质量、可及性和多样性。政府将高等教育视作为赋予人民做出明智决策和利用缅甸国内经济机会的途径，因此，预计教育投资对缅甸人民来说是一项富有成效的投资。

## 结构
缅甸的大学高度集中且大多由国家运营。2014年大学入学人数为550,000人。教学围绕书本教学展开，几乎没有研究重点。大学提供学士、硕士和博士学位课程。高等教育系统采用4-1-3年制，其中学士学位4年，资格课程1年，硕士学位3年。
高等教育部下设两个分支机构，一个负责下缅甸，另一个负责上缅甸。这两个分支机构负责缅甸高等教育的管理和协调。高等教育政策由两个委员会负责。大学中央委员会负责制定高等教育的广泛政策。大学学术机构委员会的职责在于学术规范和学术工作。缅甸教育委员会成立于1991年，2011年更名为国家教育委员会。该委员会负责维护教育系统的文化、社会和传统价值观，同时尊重国家的经济和政治愿景。该委员会由联邦教育部长担任主席。
公立大学分别由政府各部委所管理。
教育部还为无法就读传统大学的学生提供了两所远程教育大学。
教育部还成立了国家人力资源开发中心，旨在为学生提供更加灵活且多样化的高等教育途径。该中心推出了一系列职业、技术 和专业课程，以满足不同领域的学习需求，提供证书、学位、本科文凭、研究生文凭和研究生学位课程。人力资源中心旨在为学生提供平行教育系统，让学生能够追求更高水平的知识和与工作相关的技能。学生可以灵活地按照自己的节奏和空闲时间完成学位。
除了现行国家管理委员会（军政府）的教育体系外，民族团结政府亦尝试创办院校或提供线上课程来发展高等教育，该平行政府在2022年成立了缅甸春天大学（Myanmar Nway Oo University）。此外，在部分少数民族地区也存在由民地武当局创建的高等教育院校。但此类院校被排除在缅甸官方（军政府）的教育体系之外，不被缅甸官方认可。
2023年3月8日，高等教育入学考试首日，全缅甸参与考试的学生人数为161,851名。与2022年的约281,751名相比，这一数字显著下降。值得注意的是，在2020年3月，即新冠疫情尚未波及缅甸之时，参加高等教育入学考试的学生人数高达910,229名，创下了缅甸高等教育入学考试历史上的最高纪录。

## 入学结构
大学入学取决于学生十年级的标准考试成绩。缅甸教育部负责组织入学考试，每年在全国各地同时举行。每年约有30万名学生参加入学考试。一些大学为学生入学设置了最低考试分数。最低分数因大学而异，但医学院和高级工程学院要求的考试分数最高。

## 发展计划
教育部推出了一项为期三十年的长期教育发展蓝图，旨在全面提升缅甸教育品质。该计划的核心目标是激发学生的创造力、分析性思维和学习热情。所有科目和学科均已进行彻底的审查。为了更有效地评估学生的批判性思维能力及其知识深度和广度，正在逐步引入新的评估技术，以替代传统的死记硬背和事实复述方式。计划中还包括了创建全新的课程体系和教学方法，旨在培养学生的分析性思维、创造力和掌握现代技术技能。作为三十年长期教育发展计划的重要组成部分，高等教育的教学方法正逐步向以学习者为中心的模式转变，例如采用基于项目的学习、专题研习和實地調研等方法。目前，所有高等教育机构均已配备了计算机培训中心和多媒体教室，以增强学生的技术素养和演讲技巧。此外，教学研讨会和讲习班也在如火如荼地进行，助力教师学习如何更好地促进学生的批判性思维、分析性思维、问题解决能力和创造性思维。
自2002年12月起，各大高校纷纷引入核心课程与基础课程，以此丰富学生的知识结构并提供更加综合的教育。三十年长期教育发展计划专注于整合跨学科课程，促使学生打破传统学科壁垒，实现知识的多元融合。课程内容侧重于培养学生的特定区域素质，以满足社会的特定需求。同时，该计划也在系统性地改革本科教育体系，由原来的以系为单位的架构逐步过渡到以学院为核心的更加统一和协调的体系。这一转型进程自2002年起始，至今已分阶段稳步推进。
在2011年，为了与东南亚国家联盟（ASEAN）的高等教育标准接轨，缅甸将三年制学位课程调整为四年制。2011至2012学年标志着教育部在本科学位课程中首次增加了学年长度。伴随新的四年制课程的实施，本科及研究生层次的大学引进了东盟国家的创新课程和教学大纲。大学学分制度亦在演变之中，通过与外国大学的交流项目，实现了学分的互认。新的本科和研究生课程业已启动，旨在支持教育计划的多样化，并培育出符合国际标准的专业人才。
在20世纪末，缅甸启动了博士课程的推广。到2012年为止，已有4,892名博士生荣获博士学位。为了提升教育品质，博士课程特地邀请外籍教授进行短期授课。另外，自2002年起，一项特别计划得以实施，旨在鼓励45岁以上且具备至少10年教学经验的教授参与博士课程，并在其专业领域内撰写研究论文，旨在增进他们的专业知识，同时确保不影响他们的现有教学工作。

## 网络教育
教育部为教师和教授管理两个网络教学培训计划。教学研究生文凭和多媒体艺术研究生文凭侧重于开发教育老师将技术和多媒体融入课堂的方法。

## 教育改革
2012年2月，在内比都举行的发展政策选择会议上，综合教育部门审查（CESR）应运而生，专注于推动教育改革的进程。CESR的提出凸显了教育改革对于缅甸经济发展的关键作用。为了确保教育发展的稳步推进，CESR的工作被划分为三个阶段实施。
2013年6月29日至30日，在缅甸内比都举行了题为“赋予高等教育权力——缅甸大学的愿景”的政策对话。政策对话是应高等教育法和仰光大学振兴委员会主席以及缅甸全国民主联盟领导人昂山素季的要求举行的。政策对话的与会者将教育改革的目标定为下放大学权力，提高大学的包容性和公平性，并加强国际联系。
2013年10月7日，内比都举办了一场聚焦务实教育改革的论坛，旨在探讨在国家层面上推进教育改革的法律法规框架、远景目标及实施计划。论坛提出了19项关于制定国家教育政策和法律草案的关键任务。为确保教育改革工作的顺利进行，成立了教育促进实施委员会，负责提供程序和过程的指导。该委员会由技术和科学部联邦部长担任主席，并组建了一个包含教育相关部委及非政府组织成员的工作组，旨在促进讨论并为公众提供一个平台，以表达他们对教育改革的看法和建议。工作组通过举办会议、研讨会以及接收公众通过电子邮件和信件提出的意见，积极收集关于教育改革进程的反馈。至2014年5月，国家教育法草案已正式提交至联邦政府审议。
《国家教育法》于2015年9月30日由总统登盛签署。该法案将成立一个国家教育委员会，通过制定预算和政策来控制教育系统。
自《国家教育法》获得通过后，仰光和曼德勒两地均有学生发起抗议活动，他们认为该法案加剧了高等教育资源的集中化。学生们呼吁大学应享有更大的自主权。